# تفنگ بادی ۱۰ متر

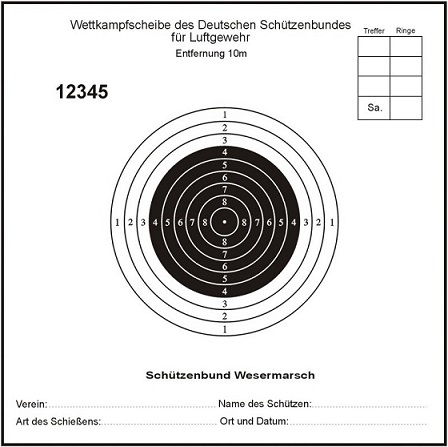
سیبل تیراندازی

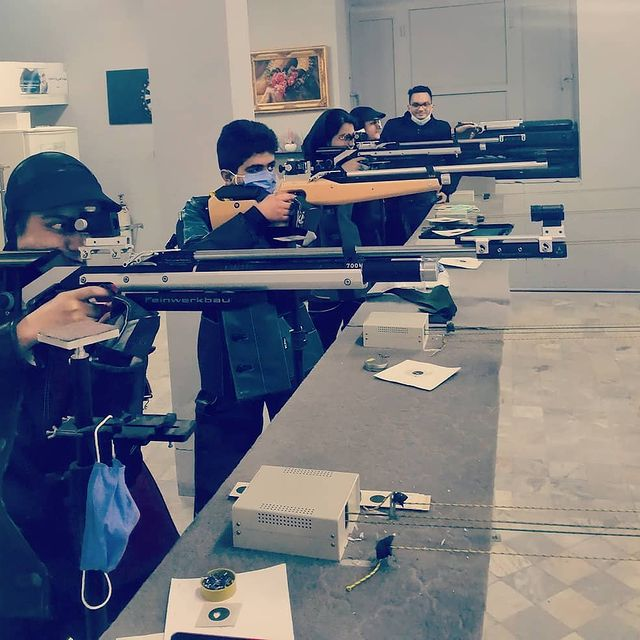
مسابقات تیراندازی در باشگاه تیراندازی ایرانیان

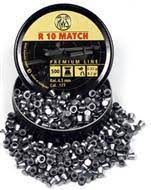
ساچمه استاندارد تیراندازی

تفنگ بادی ۱۰ متر (انگلیسی: 10 meter air rifle) یکی از رشته‌های فدراسیون جهانی تیراندازی است که به صورت ایستاده انجام می‌شود.
این رشته ورزشی در مسابقات جهانی و بازی‌های المپیک با تفنگ بادی کالیبر ۴٫۵ میلی‌متر (۰٫۱۷۷ اینچ) برگزار می‌شود، سنگین‌ترین وزن این تفنگ ۵٫۵ کیلوگرم است.
ارتفاع سیبل از کف زمین، ۱۴۰ سانتی‌متر+ یا _ ۵ سانتی متر می‌باشد (یعنی از ۱۳۵ تا ۱۴۵، ولی ۱۴۰ استاندارد است)

### تجهیزات

#### سیبل
تیراندازی تفنگ بادی، از ۱۰ دایره تشکیل شده، طوری که دایره دهم به منزله مرکز (وسط خال سیاه) است و قطر آن ۱میلی‌متر است. به هر میزان که مرکز تیر به مرکز این دایره توپُر نزدیک‌تر باشد، امتیاز افزایش می‌یابد، طوری که اگر مرکز تیری دقیقاً بر مرکز سیبل منطبق شود، امتیاز آن ۱۰/۹ خواهد بود، و این نحوه امتیازدهی به جذابیت‌های این رشته افزوده‌است.

## ساچمه
ساچمه مخصوص این رشته، از جنس قلع و با قطری به اندازه ۴/۵ میلی‌متر ساخته می‌شود. این تیر در بخش جلویی تقریباً صاف است؛ از آنجایی که سیبل این رشته از تیراندازی، کاغذی است، نوک صاف تیر این امکان را ایجاد می‌کند تا پس از اصابت به سیبل، دایره‌ای دقیقاً به اندازه قطر تیر ایجاد کند، که موجب تسهیل در امتیازدهی می‌گردد. همچنین تیر در بخش عقبی فرورفتگی دارد که باعث می‌شود، گاز موجود در مخزن بعد از مسلح شدن سلاح و عملیات شلیک، تیر را به جلو هدایت کند.

## سلاح
توسط شرکت‌های مختلف (مانند اشتایر، والتر و ...) و تحت نظارت ISSF تولید و در سراسر جهان به ورزشکاران عرضه می‌گردد. کالیبر سلاح، طبیعتاً 4/5 میلی‌متر بوده و حداکثر وزن آن به 5/5 کیلوگرم می‌رسد. سلاح شامل قطعات زیر است:
لوله‌ی اصلی که تقریباً تمام قطعات دیگر روی آن سوار می‌شوند.
مگسک در دهانه‌ی لوله‌ی اصلی نصب شده و شامل پایه و محافظ مگسک است. ارتفاع این قطعه قابل تنظیم است.
دستگاه نشانه‌روی که بر روی ریلی در انتهای عقبی لوله‌ی اصلی نصب شده (و قابلیت جابه‌جایی‌ دارد) و شامل پیچ‌هایی جهت تنظیم حرکت تیر در محور‌های افقی و عمودی است. ارتفاع این قطعه نیز متعاقب تغییر ارتفاع مگسک قابل تغییر و تنظیم است.
مخزن گاز، در زیر لوله‌ی اصلی نصب شده و به راحتی با پیچاندن باز شده و توسط کپسول (معمولاً هوای خشک) شارژ می‌گردد. تعداد شلیک‌های ممکن پس از هر بار شارژ مخزن در سلاح مختلف متفاوت است، همچنین با استهلاک سلاح نیز کاهش می‌یابد.
قطعه زیرین طوری طراحی می‌شود که هم حالت مناسبی برای نگهداری سلاح حین تیراندازی داشته باشد و هم برای قرار دادن آن روی سطوح بکار رود. فاصله این قطعه از قبضه و لوله‌ی اصلی قابل تنظیم است.
ماشه در انواع مختلفی توسط شرکت‌ها تولید شده و با توجه به انگشت اشاره تیرانداز در محور افقی و حول محور خودش نیز قابل تنظیم به چپ و راست است.
قبضه، در پشت ماشه قرار گرفته و حول محور خود به چپ و راست می‌چرخد، اخیراً بعضی از شرکت‌ها اقدام به ساخت قبضه‌های آناتومیک و سفارشی می‌کنند، طوری که دقیقاً مناسب دست تیرانداز باشد.
قنداق سلاح خود از قطعاتی چندگانه تشکیل شده است. طول آن قابل تغییر است و به قطعه انتهایی ختم می‌شود که در شانه تیرانداز جای می‌گیرد؛ قطعه انتهایی متناسب با شانه ورزشکار قابل تنظیم است و نقش بسزایی در راحتی حین تیراندازی دارد. قطعه دیگری که روی قنداق سوار می‌شود، قطعه زیرگونه است، ارتفاع این بخش نیز متناسب با گردن ورزشکار قابل تنظیم است.

## لباس تیراندازی
شامل یک کت و شلوار از جنس چرم یا کرباس یا برزنت است و طوری طراحی می‌شود که محکم باشد و از حرکات و لرزش بدن جلوگیری کند. بر روی شانه، آرنج و زانو قطعاتی از پلاستیک با اصطکاک بالا دوخته می‌شود که محل قرار‌گیری سلاح و یا اتصال دست ورزشکار به لباس است و در حالت‌های مختلف تیراندازی (ایستاده، نشسته و درازکش) کاربرد دارد. همچنین در پشت ساق شلوارها، زیپ‌هایی جهت تغییر وضعیت ورزشکار تعبیه می‌گردد. ضمناً بعضی ورزشکاران تسمه‌ای به شانه می‌بندند که موجب ثبات بیشتر بالاتنه و قرارگیری مناسب‌تر قنداق سلاح در شانه می‌شود.

## کفش مخصوص تیراندازی
نوعی پوتین نیم بوت است و فرم خاصی دارد، تا از جابه‌جایی کف پا و مچ پا جلوگیری کند.

## پایه سلاح
وسیله‌ای است که تیرانداز جعبه تیرهای خود و همچنین سلاح را در فاصله استراحت بین هر تیر روی آن قرار می‌دهد.

## کلاه و دستکش
وسایلی هستند که توسط برخی ورزشکاران مورد استفاده قرار می‌گیرند؛ ورزشکاران در بیشتر موارد برای جلوگیری از نور‌های مزاحم در حین نشانه‌روی از کلاه‌های آفتابگیر (نقابی؛ نه کلاه لبه‌دار معمولی) استفاده می‌کنند. همچنین دستکش‌ها اصولاً از نوع نیم انگشتی است تا احساس راحتی بیشتری ایجاد کند.

## نگارخانه

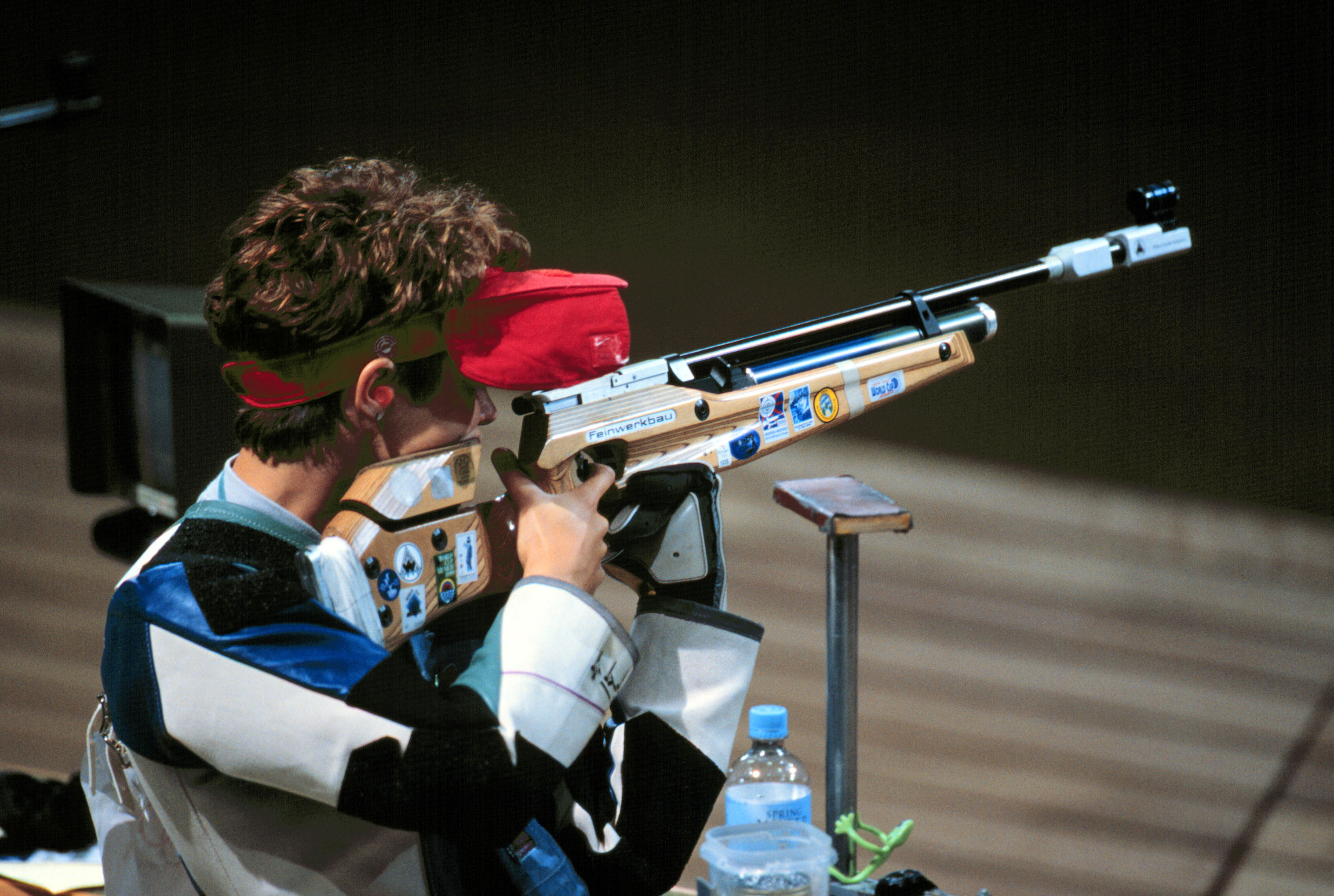
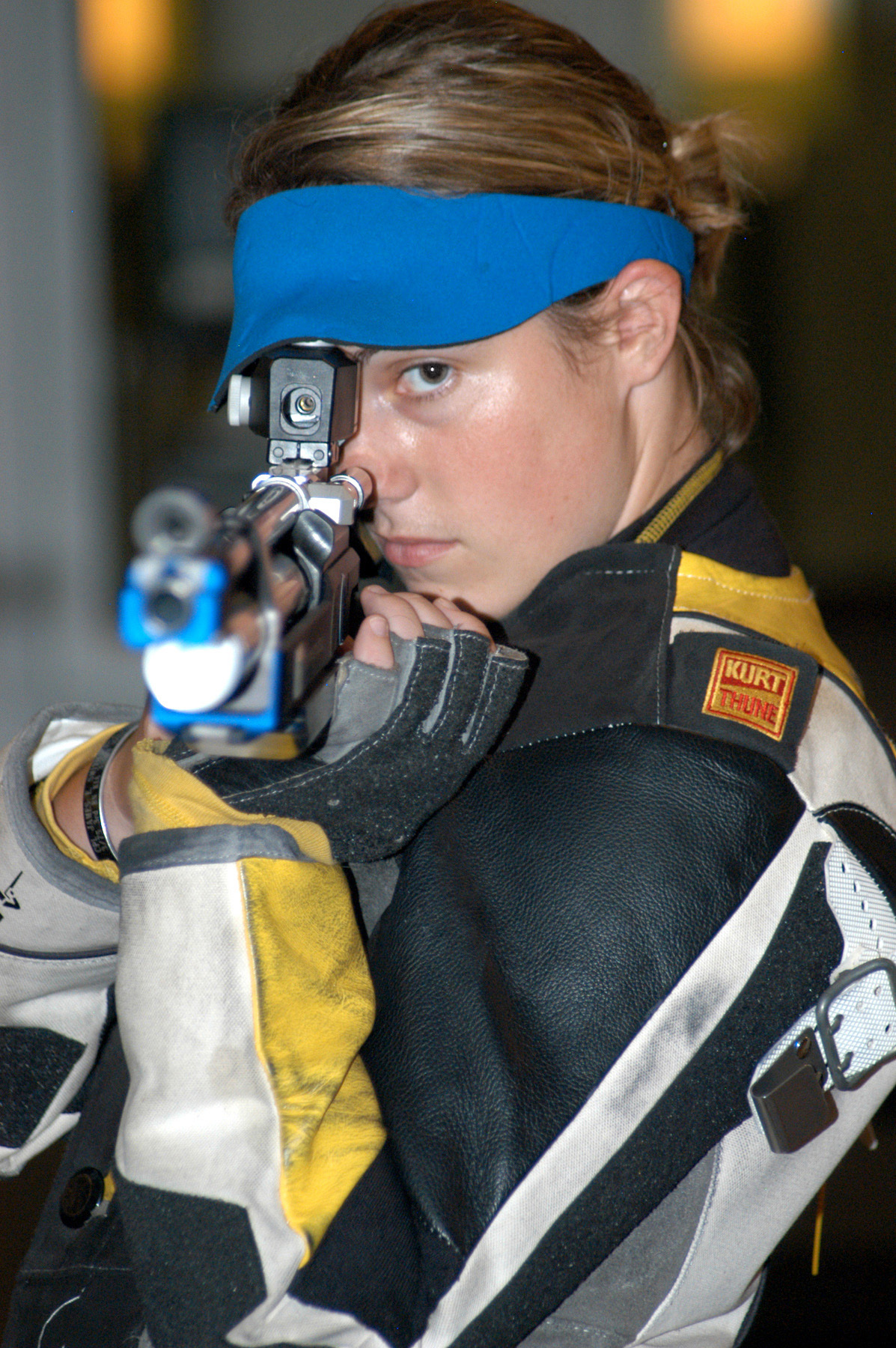
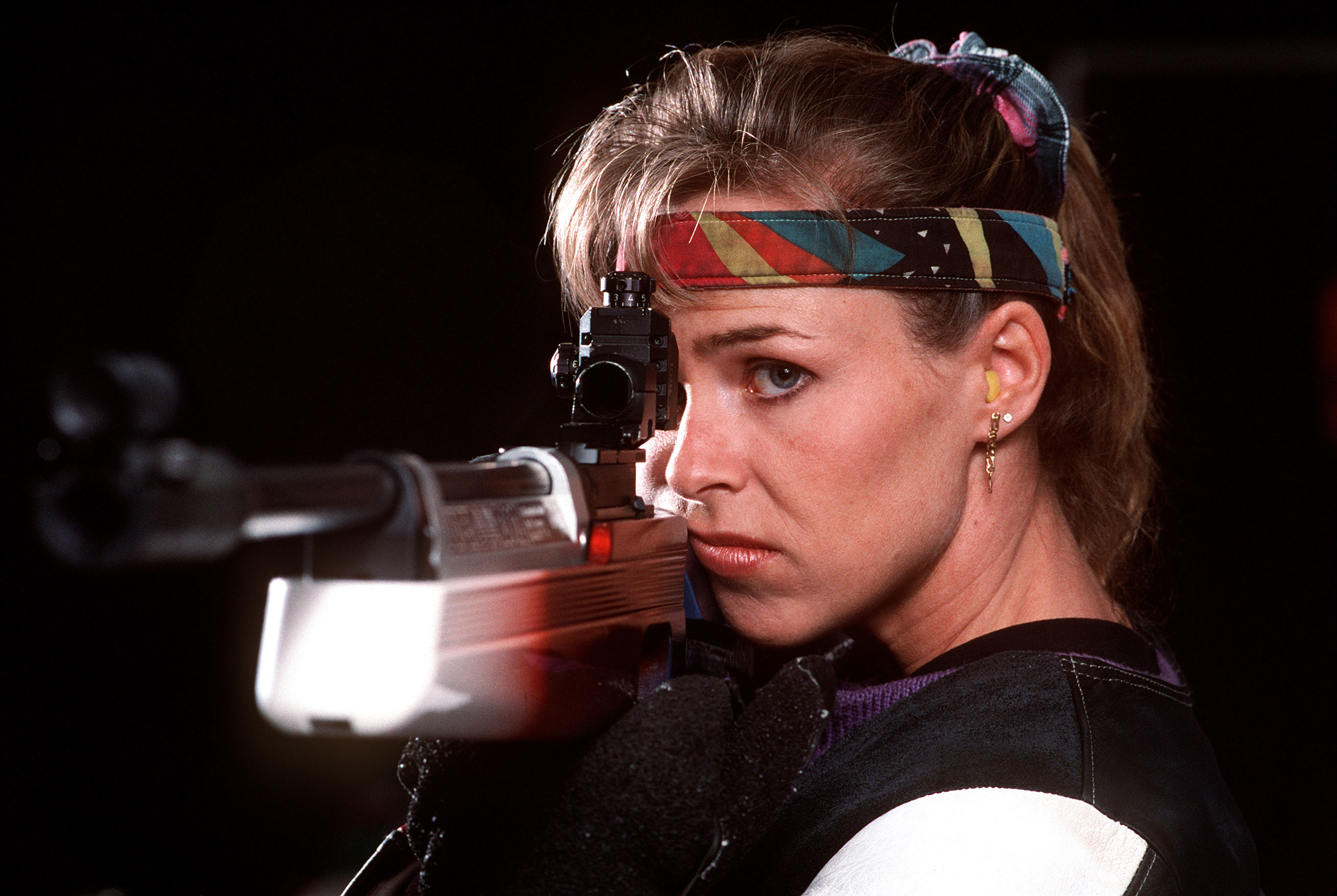
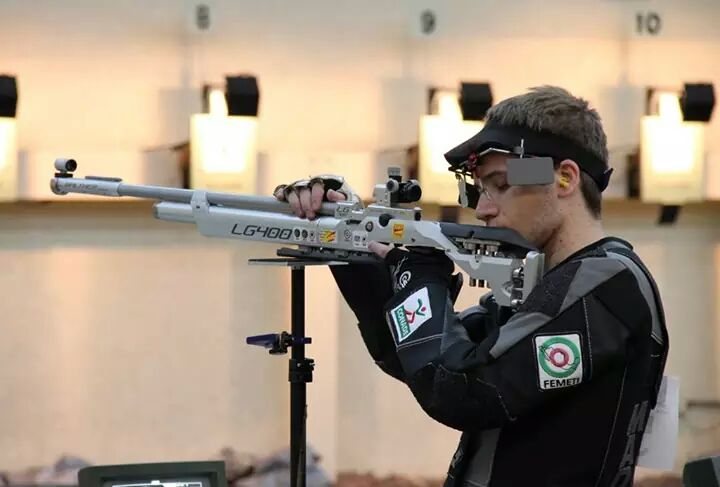
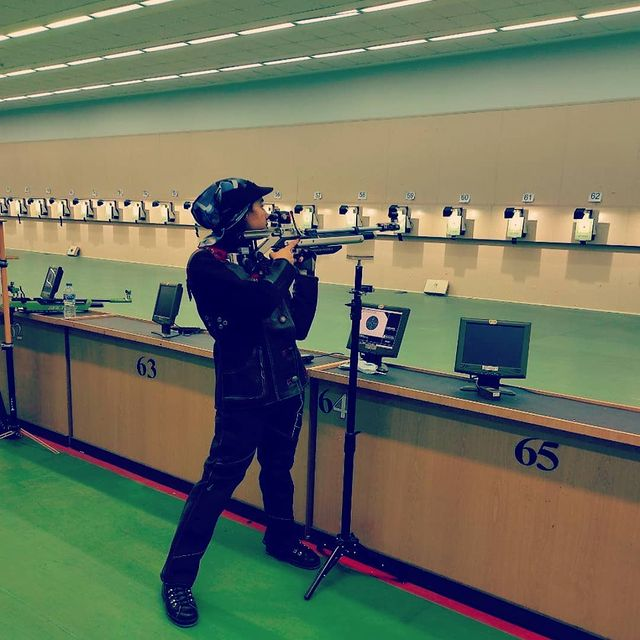

## مجموع مدال‌ها در مسابقات جهانی
| رتبه  | کشور                             | طلا | نقره | برنز | مجموع |
| 1     | آلمان غربی                       | ۱۴  | ۶    | ۹    | ۲۹    |
| 2     | اتحاد جماهیر شوروی               | ۷   | ۱۲   | ۱۰   | ۲۹    |
| 3     | ایالات متحده آمریکا              | ۷   | ۱۲   | ۴    | ۲۳    |
| 4     | فرانسه                           | ۷   | ۲    | ۰    | ۹     |
| 5     | بلغارستان                        | ۶   | ۰    | ۳    | ۹     |
| 6     | آلمان                            | ۵   | ۰    | ۴    | ۹     |
| 7     | چین                              | ۳   | ۶    | ۱    | ۱۰    |
| 8     | مجارستان                         | ۳   | ۳    | ۳    | ۹     |
| 9     | نروژ                             | ۳   | ۲    | ۴    | ۹     |
| 10    | روسیه                            | ۳   | ۲    | ۳    | ۸     |
| 11    | آلمان شرقی                       | ۳   | ۱    | ۶    | ۱۰    |
| 12    | سوئیس                            | ۲   | ۶    | ۰    | ۸     |
| 13    | جمهوری فدرال سوسیالیستی یوگسلاوی | ۱   | ۴    | ۰    | ۵     |
| 14    | لهستان                           | ۱   | ۳    | ۲    | ۶     |
| 15    | جمهوری چک                        | ۱   | ۲    | ۰    | ۳     |
| 16    | بلاروس                           | ۱   | ۱    | ۰    | ۲     |
| 17    | فنلاند                           | ۱   | ۰    | ۰    | ۱     |
| 17    | هند                              | ۱   | ۰    | ۱    | ۲     |
| 17    | اسرائیل                          | ۱   | ۰    | ۰    | ۱     |
| 20    | کره جنوبی                        | ۰   | ۴    | ۸    | ۱۲    |
| 21    | بریتانیای کبیر                   | ۰   | ۱    | ۳    | ۴     |
| 22    | اتریش                            | ۰   | ۱    | ۲    | ۳     |
| 23    | اسلواکی                          | ۰   | ۱    | ۱    | ۲     |
| 24    | رومانی                           | ۰   | ۱    | ۰    | ۱     |
| 25    | ایتالیا                          | ۰   | ۰    | ۱    | ۱     |
| 25    | ژاپن                             | ۰   | ۰    | ۱    | ۱     |
| 25    | قزاقستان                         | ۰   | ۰    | ۱    | ۱     |
| 25    | هلند                             | ۰   | ۰    | ۱    | ۱     |
| 25    | اسپانیا                          | ۰   | ۰    | ۱    | ۱     |
| 25    | سوئد                             | ۰   | ۰    | ۱    | ۱     |
| 25    | اوکراین                          | ۰   | ۰    | ۱    | ۱     |
| مجموع | مجموع                            | ۷۰  | ۷۰   | ۷۰   | ۲۱۰   |